# Mexiterpes sangregario
Mexiterpes sangregario är en mångfotingart som beskrevs av Shear 1986. Mexiterpes sangregario ingår i släktet Mexiterpes och familjen Trichopetalidae. Inga underarter finns listade i Catalogue of Life.